# Marsupopaea sturmi
Marsupopaea sturmi is een spinnensoort in de taxonomische indeling van de Dwergcelspinnen (Oonopidae).
Het dier behoort tot het geslacht Marsupopaea. De wetenschappelijke naam van de soort werd voor het eerst geldig gepubliceerd in 1972 door Cooke.